# リーランド・スノー
リーランド・スノー（英語：Leland Snow 1930年 - 2011年2月20日）は、農業用航空機の設計と開発で知られるアメリカ人操縦士兼航空エンジニア。また、エア・トラクターの創業者兼社長であった。
6歳の時から飛行機の設計に興味を抱いており、16歳で飛行機の操縦免許を取得。1951年、テキサスA&M大学の航空工学の学生であった21歳の時に、最初の空中散布機となる「S-1」の設計を開始する。卒業と同時に製造に着手しており、開発されたS-1は1957年まで製造され続けている。その後、スノーは「S-2A」および「S-2B」の開発も行い、1958年にはテキサス州オルニーに製造工場を建設。1965年、スノー・エアロノーティカルと名付けた自らの会社をロックウェル・スタンダードに対し売却しており、エアロコマンダー部門の副社長として就任した。
スノーはロックウェルを辞任し、1972年にエア・トラクター社を設立。初となる「AT-300」の設計は1972年後半に開始され、後にAT-301へと名称が変更された。2008年には従業員による株式所有計画（ESOP）を立ち上げており、会社の全株式を従業員に対し譲渡を行う。
ニューヨークシティマラソンに2回出場経験があるほど熱心なランナーであり、フィットネス愛好家であったスノーは、2011年2月20日自宅近くのウィチタフォールズでジョギング中に逝去。享年80歳であった。
2000年にテキサス航空の殿堂入り。